# Nazí Paikidze
Nazí Nodarovna Paikidze-Barnes (em georgiano:  ნაზი პაიკიძე; em russo:  Нази Нодаровна Паикидзе-Барнс; [nɐˈzi pɐiˈkʲidzʲe], nascida em 27 de outubro de 1993) é uma jogadora de xadrez georgio-estadunidense que detém os títulos de Mestra Internacional de Xadrez (IM) e de Grande Mestre Feminina de Xadrez (WGM) da Federação Internacional de Xadrez (FIDE). Ela foi campeã  mundial juvenil duas vezes e foi tetracampeã no campeonato juvenil Europeu em sua categoria de idade. Ela é a campeã feminina de 2016 nos Estados Unidos.

## Controvérsia
Paikidze anunciou que vai boicotar o Campeonato Mundial Feminino de Xadrez de 2017, em Teerã, no Irã, devido ao seu código de vestuário que obriga o uso do hijab pelas mulheres. Ela declarou que "não vestirei um hijab e nem apoiarei a opressão às mulheres, mesmo que isso me impeça de participar de uma das mais importantes competições de minha carreira."
Tem os títulos Mestra Internacional de Xadrez (2012) e Grande Mestre Feminina de Xadrez de 2010.